# Oleksandrivka, Tomakivka
Oleksandrivka (în ucraineană Олександрівка) este un sat în așezarea urbană Tomakivka din raionul Tomakivka, regiunea Dnipropetrovsk, Ucraina.

## Demografie
Componența lingvistică a localității Oleksandrivka
     Ucraineană (100%)
Conform recensământului din 2001, toată populația localității Oleksandrivka era vorbitoare de ucraineană (100%).